# Saison 1 de De celles qui osent
Chronologie
Saison 2
Cet article présente le guide des épisodes de la première saison de la série télévisée américaine De celles qui osent (The Bold Type).

## Généralités

### Diffusion
- Aux États-Unis, la saison a été lancée en avant-première le 20 juin 2017 puis a été diffusée entre le 11 juillet 2017 et le 5 septembre 2017 sur Freeform.
- Au Canada, elle a été diffusée en simultanée sur ABC Spark[1].
- En France et en Belgique, elle a été mise en ligne intégralement le 9 février 2018 sur le service Prime Video[2].
- Au Québec, elle a été diffusée entre le 12 novembre 2018 et le 28 janvier 2019 sur VRAK[3]
- Elle reste pour le moment inédite en Suisse.

### Audiences
- La saison a réuni une moyenne de 313 000 téléspectateurs[4].
- La meilleure audience de la saison a été réalisée par le premier épisode de la série, Scarlet Magazine, lors de sa diffusion régulière avec 360 000 téléspectateurs. Le neuvième épisode de la première saison, Jusqu'au petit matin, a également réalisé la même audience[4].
- La pire audience a également été réalisée par le premier épisode de la série mais lors de sa diffusion en avant-première avec 235 000 téléspectateurs[4].

## Distribution

### Acteurs principaux
- Katie Stevens (VF : Mélanie Dermont) : Jane Sloan
- Aisha Dee (VF : Ludivine Deworst) : Kat Edison
- Meghann Fahy (VF : Helena Coppejans) : Sutton Brady
- Sam Page : Richard Hunter
- Matt Ward (VF : Gregory Praet) : Alex Crawford
- Melora Hardin (VF : Fabienne Loriaux) : Jacqueline Carlyle

### Acteurs récurrents
- Nikohl Boosheri : Adena El-Amin
- Stephen Conrad Moore : Oliver Grayson
- Dan Jeannotte : Ryan « Pinstripe » Decker
- Emily C. Chang : Lauren Park
- Adam Capriolo : Andrew
- Stephanie Costa : Sage
- Eva Avila : Martha

## Épisodes

### Épisode 1:Scarlet Magazine
- États-Unis : 
  - 20 juin 2017 sur Freeform (avant-première)
  - 11 juillet 2017 sur Freeform (diffusion régulière)
- Canada : 11 juillet 2017 sur ABC Spark
- France /  Belgique : 9 février 2018 sur Prime Video
- Québec : 12 novembre 2018 sur VRAK

- États-Unis : 235 000 téléspectateurs (avant-première)[4]
- États-Unis : 360 000 téléspectateurs (diffusion régulière)[5]

### Épisode 2:Ô grand jamais
- États-Unis /  Canada : 11 juillet 2017 sur Freeform / ABC Spark
- France /  Belgique : 9 février 2018 sur Prime Video
- Québec : 19 novembre 2018 sur VRAK

- États-Unis : 302 000 téléspectateurs (première diffusion)[4]

### Épisode 3:La Femme qui se cache derrière ses vêtements
- États-Unis /  Canada : 18 juillet 2017 sur Freeform / ABC Spark
- France /  Belgique : 9 février 2018 sur Prime Video
- Québec : 26 novembre 2018 sur VRAK

- États-Unis : 275 000 téléspectateurs (première diffusion)[4]

### Épisode 4:Être authentique
- États-Unis /  Canada : 25 juillet 2017 sur Freeform / ABC Spark
- France /  Belgique : 9 février 2018 sur Prime Video
- Québec : 3 décembre 2018 sur VRAK

- États-Unis : 359 000 téléspectateurs (première diffusion)[4]

### Épisode 5:Pole dance et Féminisme
- États-Unis /  Canada : 1er août 2017 sur Freeform / ABC Spark
- France /  Belgique : 9 février 2018 sur Prime Video
- Québec : 10 décembre 2018 sur VRAK

- États-Unis : 352 000 téléspectateurs (première diffusion)[4]

### Épisode 6:Libérez les tétons
- États-Unis /  Canada : 8 août 2017 sur Freeform / ABC Spark
- France /  Belgique : 9 février 2018 sur Prime Video
- Québec : 17 décembre 2018 sur VRAK

- États-Unis : 339 000 téléspectateurs (première diffusion)[4]

### Épisode 7:Douche froide
« Douche froide » redirige ici. Pour l’article homophone, voir Douches froides.
- États-Unis /  Canada : 15 août 2017 sur Freeform / ABC Spark
- France /  Belgique : 9 février 2018 sur Prime Video
- Québec : 7 janvier 2019 sur VRAK

- États-Unis : 294 000 téléspectateurs (première diffusion)[4]

### Épisode 8:Le Début de la fin
- États-Unis /  Canada : 22 août 2017 sur Freeform / ABC Spark
- France /  Belgique : 9 février 2018 sur Prime Video
- Québec : 14 janvier 2019 sur VRAK

- États-Unis : 280 000 téléspectateurs (première diffusion)[4]

### Épisode 9:Jusqu'au petit matin
- États-Unis /  Canada : 29 août 2017 sur Freeform / ABC Spark
- France /  Belgique : 9 février 2018 sur Prime Video
- Québec : 21 janvier 2019 sur VRAK

- États-Unis : 360 000 téléspectateurs (première diffusion)[4]

### Épisode 10:Nouveaux départs
- États-Unis /  Canada : 5 septembre 2017 sur Freeform / ABC Spark
- France /  Belgique : 9 février 2018 sur Prime Video
- Québec : 28 janvier 2019 sur VRAK

- États-Unis : 331 000 téléspectateurs (première diffusion)[4]